# 富樫洋一
富樫 洋一（とがし よういち、1951年11月23日 - 2006年2月7日）は、日本のサッカージャーナリスト、コメンテーター。

## 経歴・人物
東京都出身。元第三管区海上保安本部長の富樫勘七を父に持つ。慶應義塾大学文学部卒業後、書籍編集者・予備校の英語講師等を経て、1985年からフリーのサッカーライターとして活動。また、執筆業の傍ら数多くのサッカー番組に出演した。
セリエA（特にインテル）をこよなく愛し、イタリア往年の名選手・ジャンルカ・ヴィアリとトト・スキラッチにちなみ、自ら「ジャンルカ・トト・富樫」を名乗った。
WOWOW・スカパー!のセリエA中継ではコメンテーター兼アドバイザーを務めた。また、フロムワンの設立に携わり、同社発行のセリエA専門誌『CALCiO2002』初代編集長（のち編集顧問）でもあった。また海外サッカーのみならず、Jリーグの紹介にも努めていた。横浜FCのクラブメンバー・株主でもあった。
アフリカサッカー界にも造詣が深く、1990年代初めからアフリカネイションズカップを現地に赴き精力的に取材を行っていた。その時代、スポーツ・アイ ESPNで実況を担当した倉敷保雄によると、自ら放映権の売り込みも行っていたという。
2006年2月、風邪による体調不良を押してエジプト・カイロで行われた同大会を取材していたが、滞在していた現地のホテルにおいて睡眠中に呼吸困難となり急死した。54歳没。
アフリカサッカー連盟はアフリカサッカーを日本に紹介してくれた富樫の功績と活動に敬意を表し、アフリカネイションズカップ2006の決勝戦となったエジプト対コートジボワール戦（カイロ国際スタジアム）のキックオフ前にスタジアム全体で黙祷を捧げた。
スカパー!では、2010年にアフリカ大陸で初めて開かれたFIFAワールドカップである南アフリカ大会のハイライト番組「デイリーハイライト」に富樫へのオマージュとして「ジャンルカなう」のサブタイトルを付けている。「ジャンルカなう」では試合のない日には、日々野真理が富樫宅を取材するという特集が組まれた。

## 著書
- 『マラドーナのスーパーサッカー』（1988年 朝日出版社刊、現在絶版）
- 『セリエAスーパー観戦術』（1999年 祥伝社刊、共著）